# Max Guhlke
Max Guhlke (* 6. Mai 1883 in Zedlin, Kreis Greifenberg; † 1916) war ein deutscher Lyriker und Literaturhistoriker.
Er arbeitete als Lehrer in Naugard und in Frauendorf bei Stettin. Er veröffentlichte zur Literaturgeschichte und Dichtung seiner Heimat Pommern. Er fiel während des Ersten Weltkriegs im Herbst 1916. 

## Werke
- Hans Eschelbach. Ein Dichterbild der Gegenwart. Ravensburg 1910.
- Pommersche Dichtung. Grundriß der pommerschen Literaturgeschichte. Stettin 1912.
- Pommersche Lyrik. Eine Auslese aus der pommerschen Lyrik von den Anfängen bis zur Gegenwart. Mallin, Stargard 1913. (Digitalisat in der Digitalen Bibliothek Mecklenburg-Vorpommern)
  - Neuauflage: Neisse Verlag, Dresden 2015, ISBN 978-3-86276-136-4